# Ligne de Dannemarie à Pfetterhouse
La ligne de Dannemarie à Pfetterhouse, appelée aussi Ligne de la vallée de la Largue [(de) Largthalbahn], est une ancienne ligne de chemin de fer traversant le Sundgau. 
Elle constitue la ligne 133 000 du réseau ferré national.
Se détachant à Dannemarie de la ligne de Paris-Est à Mulhouse-Ville, elle était établie dans le prolongement de la ligne suisse de Porrentruy à Bonfol, ouverte neuf ans plus tôt (1901) et aujourd'hui toujours exploitée par les Chemins de fer du Jura.

## Histoire
Cette ligne internationale Allemagne – Suisse à sa construction, puis France – Suisse ensuite a été inaugurée le 26 septembre 1910 et mise en service le 1er octobre suivant. Elle a été fermée et déclassée en 1970. Il s'agissait d'une ligne à voie unique, mais les ponts étaient prévus pour qu'un doublement soit possible au vu du développement probable de cette ligne. Malheureusement, la Première Guerre mondiale vint ruiner les espoirs de prospérité, et le rattachement de l'Alsace à la France en 1919 fit perdre de l'importance à cette ligne. La ligne survit tant bien que mal pendant encore 50 ans.
À l'origine ouverte par la Direction générale impériale des chemins de fer d'Alsace-Lorraine, la ligne sera gérée par l'Administration des chemins de fer d'Alsace et de Lorraine du 19 juin 1919 jusqu'au 1er janvier 1938, date de la création de la SNCF.
Le 7 février 1943, en pleine Seconde Guerre mondiale, la voûte du tunnel de Croix entre Saint-Ursanne et Courgenay s’effondre, coupant la liaison ferroviaire entre l'Ajoie et le reste du pays. Le transfert du matériel roulant entre Porrentruy et Bâle s'effectue alors via Dannemarie et Mulhouse, avec l'accord de la Reichsbahn qui exploitait la ligne Belfort – Bâle durant l'occupation.
Après la guerre, la ligne a perdu toute importance stratégique ; le service voyageurs transfrontalier cesse au 14 février 1946, et le dernier train de voyageurs entre Pfetterhouse et Dannemarie circule le 2 novembre 1965. Les trains de marchandises continuent cependant à franchir la frontière pendant quatre ans encore. Côté suisse, l'électrification est mise en service le 18 mai 1952 (CA 15 kV 16⅔ Hz).
La fermeture définitive du tronçon côté français intervient le 4 janvier 1970, et la ligne est déclassée le 29 octobre suivant. Après cette date, les installations sont déposées. Côté suisse, la voie subsiste, inutilisée, jusqu'à la frontière. Elle est en grande partie reprise pour desservir le raccordement à l'ancienne décharge industrielle de Bonfol (DIB).
Aujourd'hui subsistent encore, tous les bâtiments des anciennes gares (Altenach, Mertzen, Friesen, Seppois-le-Bas et Pfetterhouse), l'assise de la voie qui a été réutilisée pour créer une piste cyclable, et de nombreux ponts. La section située en Suisse, depuis Porrentruy jusqu'à la frontière demeure exploitée par les Chemins de fer du Jura, en trafic voyageurs et marchandises, cadencée avec un train par heure.

### Chronologie
- 14.07.1901 : mise en service Porrentruy – Bonfol (RPB) ;
- 01.11.1910 : mise en service Dannemarie – Pfetterhouse – Bonfol (RPB et DR) ;
- 19.06.1919 : reprise de l'exploitation Dannemarie – point-frontière par l'Administration des chemins de fer d'Alsace et de Lorraine (AL) ;
- 01.01.1938 : reprise de l'exploitation Dannemarie – point-frontière par la Société nationale des chemins de fer français (SNCF) ;
- 1940–1944 : exploitation Dannemarie – point-frontière assurée par la Deutsche Reichsbahn durant l'occupation ;
- 14.02.1946 : suppression du service voyageurs entre Pfetterhouse et Bonfol (SNCF) ;
- 18.05.1952 : mise en service de l'électrification de Porrentruy à Bonfol (CJ) ;
- 02.11.1965 : suppression du service voyageurs entre Dannemarie et Pfetterhouse (SNCF) ;
- 04.01.1970 : suppression du service des marchandises entre Dannemarie et Bonfol (SNCF) ;
- 29.10.1970 : fermeture définitive du point frontière de Bonfol, déclassement de la ligne (SNCF).